# Sasaltitla
Sasaltitla es una localidad situada en el municipio de Chicontepec, estado de Veracruz, México. Es una población de 1053 habitantes, La mayoría son hablantes de la lengua náhuatl.

## Toponimia
Zazalli: tipo de árbol
-titlán: lugar de
"Lugar cerca de los árboles de zazali"

## Geografía y demografía
Situada a 280 metros de altitud, tiene una población de 1023 habitantes cuya principal actividad económica es la agrícola. Se ubica a 5 km de la cabecera municipal y a aproximadamente 63 km de Tuxpan.

## Tradiciones
Uno de los atractivos de Sasaltitla es la danza de Xochipitsauak, danza tradicional de la comunidad de Sasaltitla. Xochipitsauak es un término náhuatl que traducido literalmente quiere decir «flor menudita». No obstante, sus aficionados lo utilizan por considerar que la música, conocida también como la música menuda, «sensibiliza el corazón», y «es tan penetrante que ha muchos hace llorar y es capaz de entrar en el alma de cualquiera», por lo que «es considerada como un himno entre los indígenas nahuas y se baila en todos los lugares y rincones donde existen habitantes de ese origen étnico».